# Petrivka (Bilhorod-Dnistrovskyi)
Petrivka  (ucraniano: Петрівка) es una localidad del Raión de Bilhorod-Dnistrovskyi en el Óblast de Odesa de Ucrania. Según el censo de 2025, tiene una población de 1000 habitantes.